# Taylan Burcu

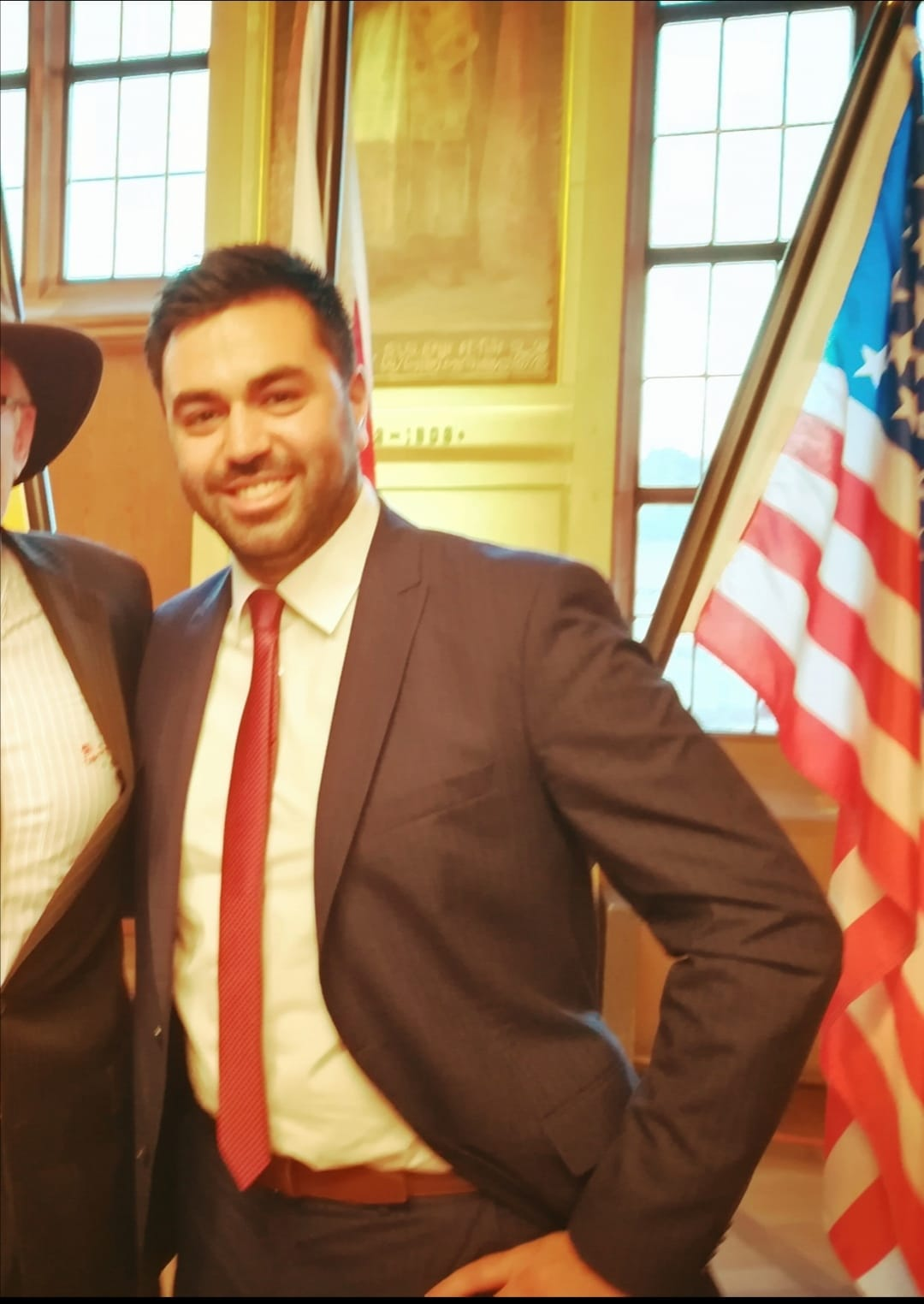
Taylan Burcu, 2021

Taylan Burcu (* 26. Mai 1985 in Frankfurt am Main) ist ein deutscher Politiker von Bündnis 90/Die Grünen. Er war von 2019 bis 2024 Abgeordneter im Hessischen Landtag.

## Leben
Burcu wurde als jüngstes von vier Kindern in Frankfurt am Main geboren. Seine Eltern kamen als Gastarbeiter Ende der 1960er Jahre aus der Türkei nach Deutschland. Taylan Burcu gehört dem alevitischen Glauben an und ist kurdischer Abstammung. Er besitzt seit seinem elften Lebensjahr die deutsche Staatsangehörigkeit. Burcu ist verheiratet, das Paar hat zwei Kinder.
Nach seinem Abitur am Frankfurter Max-Beckmann-Gymnasium studierte er Rechtswissenschaft. Bereits während seines Studiums an der Goethe-Universität Frankfurt war er als Werkstudent für die Arbeiterwohlfahrt Wiesbaden im Projekt „Alltagsengel“ tätig, das sich um die Wiedereingliederung von Langzeitarbeitslosen in den Arbeitsmarkt kümmert. Anschließend arbeitete er in einer Anwalts- und Notariatskanzlei. Zuletzt war er Geschäftsführer eines gemeinnützigen Tochterunternehmens der Arbeiterwohlfahrt Wiesbaden.

## Politik

### Ämter und Mandate
Im Jahr 2014 trat Taylan Burcu der Partei Bündnis 90/Die Grünen bei und wurde 2015 zum Sprecher des Ortsverbands (Stadtteilgruppe) „Frankfurt Nord-Ost“ gewählt.
Bei den Kommunalwahlen in Hessen im März 2016 errang er ein Mandat im Ortsbeirat „Frankfurt Nord-Ost“ und zog zugleich in die Frankfurter Stadtverordnetenversammlung ein. Hier war er unter anderem Mitglied des Präsidiums, der Ausschüsse Recht, Verwaltung und Sicherheit sowie Umwelt und Sport, und beschäftigte sich insbesondere mit Innen- und Sicherheitspolitik.
Bei der Landtagswahl in Hessen 2018 kandidierte er im Wahlkreis Frankfurt am Main VI und erhielt über die Landesliste seiner Partei ein Mandat als Abgeordneter im Hessischen Landtag. In seinem Wahlkreis erzielte Burcu ein Erststimmenergebnis von 21,2 %, damit das historisch beste Ergebnis seiner Partei in diesem Wahlkreis.  Burcu ist zudem Stadtbezirksvorsteher in Frankfurt-Preungesheim. Im Dezember 2022 erklärte Burcu seinen Verzicht auf eine erneute Kandidatur bei der Landtagswahl 2023 und schied im Januar 2024 aus dem Landtag aus.

### Mitgliedschaften und Funktionen
Burcu ist Migrations-, Integrations- und Flüchtlingspolitischer Sprecher der Landtagsfraktion von Bündnis 90/Die Grünen Hessen. Von 2018 bis 2024 war er Mitglied in Präsidium und Ältestenrat des Hessischen Landtags sowie in dessen Sozial- und Integrationsausschuss, im Petitionsausschuss und als Obmann im Unterausschuss für Heimatvertriebene, Aussiedler, Flüchtlinge und Wiedergutmachung vertreten.
Zusätzlich war er Mitglied des Untersuchungsausschusses UNA 20/2 (Anschlag in Hanau 2020). Außerdem war er noch stellvertretendes Mitglied des Lübcke-Untersuchungsausschusses UNA 20/1 und ordentliches Mitglied der Härtefallkommission beim Hessischen Innenministerium.
Burcu war Mitglied in den Aufsichtsräten der Sportpark Stadion Frankfurt am Main Gesellschaft für Projektentwicklungen mbH, BäderBetriebe Frankfurt GmbH und Bäder Bau Frankfurt GmbH.

### Verwicklungen in AWO-Affäre
Im Dezember 2019 wurden im Rahmen der Arbeiterwohlfahrt-Affäre gegen Burcu Vorwürfe laut, er habe gegen die Verhaltens- und Transparenzregeln des Hessischen Landtages verstoßen. Burcu habe demnach falsche Angaben zur Dauer seiner früheren Tätigkeit als Geschäftsführer der AWO ProServ GmbH, einer Tochtergesellschaft der AWO Wiesbaden gemacht. Nach einer Überprüfung durch das Präsidium des Landtages im Januar 2020 konnten diese Vorwürfe jedoch entkräftet werden. Eine erneute Prüfung ergab im September 2020, dass Burcu aufgrund nicht vollständiger Angaben zu seinen vorigen Tätigkeiten „eine leichte Fahrlässigkeit begangen hat und durch den Präsidenten des Hessischen Landtags dafür ermahnt wird“. Burcu hatte dem Landtag nach Anfang 2019 nur mitgeteilt, dass er vor seiner Abgeordnetentätigkeit Geschäftsführer der AWO ProServ gGmbH in Wiesbaden war, seinen Arbeitsvertrag mit der AWO Protect gGmbh aber nicht erwähnt. Er lieferte daraufhin eine persönliche Erklärung ab, in der er die Umstände genauer erklärte, sich beim Landtagspräsidenten und der Öffentlichkeit entschuldigte und betonte, dass eine doppelte Gehaltszahlung nicht erfolgte.
Burcu war 2018 vor seiner Wahl in den Landtag von Mai bis Dezember 2018 bei der AWO Protect, einem Tochterunternehmen der AWO Frankfurt, angestellt. Tatsächlich arbeitete Burcu in der Zeit für diese aber nicht, sondern für die AWO ProServ, eine Tochter der AWO Wiesbaden. Da die AWO ProServ damals noch in Gründung und deshalb eine Anmeldung Burcus dort noch nicht möglich gewesen sei, war eben auch ein Vertrag mit der AWO Protect geschlossen worden – mit der vertraglichen Vereinbarung, dass die beiden Gesellschaften die Gehaltszahlung später untereinander ausgleichen. Nach Ansicht des Insolvenzverwalter erfolgte ein solcher Ausgleich nicht, nach Auffassung Burcus sehr wohl. Der Insolvenzverwalter sah hierin ein Scheingeschäft und verklagte Burcu vor dem Arbeitsgericht Frankfurt auf exakt 45.451,30 Euro, bestehend aus einst gezahltem Bruttogehalt und abgeführten Arbeitgeberanteilen. Das Arbeitsgericht verneinte allerdings dies und wies die Klage des Insolvenzverwalters im Dezember 2022 zurück.